# Slag bij Burkersdorf
De Slag bij Burkersdorf was een veldslag tijdens de Zevenjarige Oorlog.
Het gevecht vond plaats op 21 juli 1762 bij Burkersdorf in Silezië in het huidige Polen.

## Context
Toen tsaar Peter III van Rusland aan de macht kwam, koos Rusland partij voor Pruisen in plaats van voor Oostenrijk. De regering van tsaar Peter III was van korte duur. Nadat Catharina II van Rusland de macht greep, kregen de Russische troepen bevel zich uit de strijd terug te trekken. Koning Frederik de Grote slaagde er echter in generaal Sachar Tsjernysjev over te halen nog enkele dagen te blijven en door zijn aanwezigheid Oostenrijkse troepen 'aan zich te binden'.

## De veldslag
De Oostenrijkse bevelhebber Daun doorzag de toeschouwersrol van de Russen niet, en verdeelde zijn strijdkrachten overeenkomstig. Hij nam een sterke positie in op een aantal hoogten.
In de nacht van de 20e op de 21e stelde Frederik een grote batterij artillerie op, die de door de Oostenrijkers bezette hoogten bestreek. Tegelijkertijd liet hij zijn leger aanvalsposities innemen.
In de vroege morgen begon de artillerie met de beschieting van de Oostenrijkse cavalerie, die dwars door de Oostenrijkse infanterie vluchtte, de infanterie in chaos meenemend.
De Pruisische infanterie rukte vervolgens op, veroverde enkele Oostenrijkse stellingen en maakte meerdere kanonnen buit.
De Oostenrijkers zagen zich genoodzaakt de aftocht te blazen en verloren de slag met meer dan 1.000 gevallenen en meer dan 2.000 gevangenen.